# Habib Cheikh
Habib Ben Cheikh – tunezyjski zapaśnik walczący w obu stylach. Zajął ósme miejsce na igrzyskach śródziemnomorskich w 1979. Zdobył pięć medali na mistrzostwach Afryki w latach 1981 - 1985. Wygrał igrzyska panarabskie w 1985. Srebrny medalista mistrzostw arabskich w 1979 i 1983 roku.